# Совет Республики (Беларусь)
Совет Республики Национального собрания Республики Беларусь (бел. Савет Рэспублікі Нацыянальнага сходу Рэспублікі Беларусь) — верхняя палата парламента Республики Беларусь, начала свою работу 13 января 1997 года. Является региональным представительным органом, состоящим из 64 членов (сенаторов). Местные Советы избирают 56 членов: 8 от каждой области и 8 от города Минска. Ещё 8 «сенаторов» назначает Президент Беларуси. Кандидаты в члены Совета Республики должны быть в возрасте от 30 лет, постоянно проживать в соответствующем регионе Беларуси по меньшей мере 5 лет.
Основная функция Совета Республики — принятие или отклонение проектов законов, принятых Палатой представителей. Деятельность Совета Республики направлена на обеспечение принятия более качественных, тщательно проработанных законов. Любой законопроект, если иное не предусмотрено Конституцией, вначале рассматривается в Палате представителей, а затем в Совете Республики. Законопроект становится законом после принятия Палатой представителей и одобрения Советом Республики большинством голосов от полного состава каждой палаты.
Расположен по адресу: г. Минск, ул. Красноармейская, 9.

## Порядок формирования
В соответствии с частью второй статьи 91 Конституции Республики Беларусь от каждой области и города Минска тайным голосованием избираются на заседаниях депутатов местных Советов депутатов базового уровня каждой области и города Минска по восемь членов Совета Республики. Восемь членов Совета Республики назначаются Президентом Республики Беларусь. Выборы нового состава Совета Республики назначаются не позднее четырёх месяцев и проводятся не позднее 30 дней до окончания полномочий действующего созыва.
Выборы членов Совета Республики являются равными: каждый депутат местного Совета депутатов базового уровня имеет один голос. Выборы членов Совета Республики являются косвенными: члены Совета Республики избираются на заседаниях депутатов местных Советов депутатов базового уровня каждой области и депутатов Минского городского Совета депутатов.
Членом Совета Республики может быть гражданин Республики Беларусь, достигший 30 лет и проживший на территории соответствующей области или города Минска не менее пяти лет. Одно и то же лицо не может одновременно являться членом двух палат Парламента. Сенатор не может быть одновременно членом Правительства. Не допускается совмещение обязанностей члена Совета Республики с одновременным занятием должности Президента либо судьи.
Палата формируется и структурируется по непартийному принципу.
Срок полномочий — 5 лет. Полномочия могут быть продлены на основании закона только в случае войны. В случаях и в порядке, предусмотренных Конституцией, полномочия Совета Республики могут быть прекращены досрочно. Полномочия Совета Республики могут быть досрочно прекращены на основании заключения Конституционного Суда в случае систематического или грубого нарушения Советом Республики Конституции.

## Руководство

### I созыв (13 января 1997 — 19 декабря 2000)
Председатель: Шипук, Павел Владимирович
Заместитель Председателя:
- Дудко, Тамара Николаевна (13 января 1997 — 2 января 1999)
- Матусевич, Михаил Васильевич (2 апреля 1999 — 19 декабря 2000)

Председатели постоянных комиссий:
- Постоянная комиссия по законодательству и государственному строительству — Каравай, Владимир Сергеевич (с 22 января 1997)
- Постоянная комиссия по экономике, бюджету и финансам — Матусевич Михаил Васильевич (22 января 1997 г. — 2 апреля 1999)
- Постоянная комиссия по социальным вопросам — Дробышевская, Инесса Михайловна (с 22 января 1997)
- Постоянная комиссия по региональной политике — Тишкевич, Альфонс Ильич (с 22 января 1997)
- Постоянная комиссия по международным делам и национальной безопасности — Чергинец, Николай Иванович (с 30 января 1997)

### II созыв (19 декабря 2000 — 15 ноября 2004)
Председатель:
- Войтович, Александр Павлович (19 декабря 2000 — 25 июля 2003);
- Новицкий, Геннадий Васильевич (28 июля 2003 — 15 ноября 2004).

Заместитель Председателя: Авласевич, Михаил Александрович
Председатели постоянных комиссий:
- Постоянная комиссия по законодательству и государственному строительству — Андрейчик, Наталия Иосифовна
- Постоянная комиссия по экономике, бюджету и финансам — Быкова, Татьяна Петровна
- Постоянная комиссия по социальным вопросам — Новиков, Анатолий Николаевич
- Постоянная комиссия по региональной политике — Шипук, Павел Владимирович
- Постоянная комиссия по международным делам и национальной безопасности — Чергинец, Николай Иванович

### III созыв (15 ноября 2004 — 31 октября 2008)
Председатель: Новицкий, Геннадий Васильевич
Заместитель Председателя: Абрамович, Александр Михайлович
Председатели постоянных комиссий:
- Постоянная комиссия по законодательству и государственному строительству — Андрейчик, Наталия Иосифовна
- Постоянная комиссия по экономике, бюджету и финансам — Писаревич, Степан Константинович
- Постоянная комиссия по социальным вопросам (до 24 апреля 2006) — Новиков, Анатолий Николаевич
- Постоянная комиссия по региональной политике и местному самоуправлению — Малофеев, Анатолий Александрович
- Постоянная комиссия по международным делам и национальной безопасности — Чергинец, Николай Иванович
- Постоянная комиссия по демографической безопасности и социальному развитию (c 24 апреля 2006) — Постоялко, Людмила Андреевна
- Постоянная комиссия по образованию, науке, культуре и гуманитарным вопросам (c 24 апреля 2006) — Новиков, Анатолий Николаевич

### IV созыв (31 октября 2008 — 19 октября 2012)
Председатель:
- Батура, Борис Васильевич (31 октября 2008 — 24 мая 2010)
- Рубинов, Анатолий Николаевич (24 мая 2010 — 19 октября 2012)

Заместитель Председателя:
- Рубинов, Анатолий Николаевич (31 октября 2008 — 24 мая 2010)
- Крупец, Леонид Федорович (24 мая 2010 — 17 июня 2011)
- Потупчик, Владимир Николаевич (17 июня 2011 — 19 октября 2012)

- Постоянная комиссия по законодательству и государственному строительству — Смирнов, Евгений Александрович
- Постоянная комиссия по экономике, бюджету и финансам — Попов, Вадим Александрович
- Постоянная комиссия по образованию, науке, культуре и социальному развитию — Морова, Антонина Петровна
- Постоянная комиссия по региональной политике и местному самоуправлению — Новицкий, Геннадий Васильевич
- Постоянная комиссия по международным делам и национальной безопасности — Мазай, Нина Николаевна

### V созыв (19 октября 2012 — 27 октября 2016)
Председатель:
- Рубинов, Анатолий Николаевич (19 октября 2012 — 16 января 2015)
- Мясникович, Михаил Владимирович (16 января 2015 — 27 октября 2016)

Заместитель Председателя: Русецкий, Анатолий Максимович
- Постоянная комиссия по законодательству и государственному строительству — Мороз, Лилия Францевна
- Постоянная комиссия по экономике, бюджету и финансам — Пантюхов, Владимир Иванович
- Постоянная комиссия по образованию, науке, культуре и социальному развитию — Казаровец, Николай Владимирович
- Постоянная комиссия по региональной политике и местному самоуправлению — Герасимович, Светлана Михайловна
- Постоянная комиссия по международным делам и национальной безопасности — Сенько, Владимир Леонович

### VI созыв (27 октября 2016 — 6 декабря 2019)
Председатель: Мясникович, Михаил Владимирович (12 октября 2016 — 6 декабря 2019)
Заместитель Председателя: Щёткина, Марианна Акиндиновна (12 октября 2016 — 6 декабря 2019)
- Постоянная комиссия по законодательству и государственному строительству — Бодак, Алла Николаевна
- Постоянная комиссия по экономике, бюджету и финансам — Пантюхов, Владимир Иванович
- Постоянная комиссия по образованию, науке, культуре и социальному развитию — Старовойтова, Ирина Анатольевна
- Постоянная комиссия по региональной политике и местному самоуправлению — Попков, Александр Андреевич
- Постоянная комиссия по международным делам и национальной безопасности — Рахманов, Сергей Кимович

### VII созыв (6 декабря 2019 — 12 апреля 2024)
Председатель: Кочанова, Наталья Ивановна (с 6 декабря 2019 — 12 апреля 2024)
Заместитель Председателя:
- Исаченко, Анатолий Михайлович (6 декабря 2019 — 13 декабря 2021)
- Заяц, Леонид Константинович (17 декабря 2021 — 22 марта 2022 года)
- Бельский, Валерий Иванович (30 января 2023 года — 21 февраля 2024 года)

- Постоянная комиссия по законодательству и государственному строительству — Сивец, Сергей Михайлович
- Постоянная комиссия по экономике, бюджету и финансам — Рунец, Татьяна Аркадьевна
- Постоянная комиссия по образованию, науке, культуре и социальному развитию — Лискович, Виктор Андреевич
- Постоянная комиссия по региональной политике и местному самоуправлению — Русый, Михаил Иванович
- Постоянная комиссия по международным делам и национальной безопасности — Рачков, Сергей Анатольевич

### VIII созыв (с 12 апреля 2024)
Председатель: Кочанова, Наталья Ивановна (с 12 апреля 2024)
Заместитель Председателя:
- Хоменко, Сергей Николаевич (с 12 апреля 2024)

## Полномочия Совета Республики
1. Одобряет или отклоняет принятые Палатой представителей проекты законов о внесении изменений и дополнений в Конституцию; проекты иных законов;
2. Даёт предварительное согласие Президенту на назначение на должность и освобождение от должности Генерального прокурора, Председателя Комитета государственного контроля, Председателя и членов Правления Национального банка;
3. Ежегодно заслушивает информацию Генерального прокурора, Председателя Комитета государственного контроля и Председателя Правления Национального банка о результатах их деятельности;
4. Анализирует деятельность местных Советов депутатов, принимает меры по развитию местного самоуправления; отменяет решения местных Советов депутатов, не соответствующие законодательству;
5. Принимает решение о роспуске местного Совета депутатов в случае систематического или грубого нарушения им требований законодательства и в иных случаях, предусмотренных законом;
6. Рассматривает указы Президента о введении чрезвычайного положения, военного положения, полной или частичной мобилизации и не позднее чем в трёхдневный срок после их внесения принимает соответствующее решение.

Совет Республики может принимать решения по другим вопросам, если это предусмотрено Конституцией.

## Неприкосновенность сенаторов
Сенаторы пользуются неприкосновенностью при выражении своих мнений и осуществлении своих полномочий. Это не относится к обвинению их в клевете и оскорблении.
В течение срока своих полномочий члены Совета Республики могут быть арестованы, иным образом лишены личной свободы лишь с предварительного согласия палаты, за исключением совершения государственной измены или иного тяжкого преступления, а также задержания на месте совершения преступления.
Уголовное дело в отношении члена Совета Республики рассматривается Верховным Судом.